# Besigheim
Besigheim là một xã ở the huyện Ludwigsburg trong Baden-Württemberg in southern Đức. Đô thị này có diện tích 16,83 km², dân số thời điểm ngày 31 tháng 12 năm 2006 là 12.000 người.
Đô thị này có cự ly 13 km về phía bắc của Ludwigsburg tại nơi hợp lưu của sông Neckar và Enz.